# Rottura diaframmatica
La rottura del diaframma è una condizione medica patologica che può comportare gravi esiti. Il diaframma è il muscolo situato nella parte inferiore della cassa toracica che svolge un ruolo cruciale nella respirazione. Nella maggioranza dei casi le lacerazioni diaframmatiche acquisite derivano da traumi fisici e più precisamente da traumi contusivi o penetrante; le rotture del diaframma si riscontrano in circa lo 0,5% di tutti i pazienti che incorrono in un trauma.
Le modalità diagnostiche includono la radiografia, la tomografia computerizzata e alcune procedure chirurgiche come la chirurgia esplorativa. La diagnosi è spesso difficile poiché i segni potrebbero non essere visibili ai raggi X o potrebbero apparire simili ad altre condizioni. Segni e sintomi includono dolore toracico e addominale, difficoltà respiratorie e diminuzione dei suoni polmonari. Quando viene scoperta una lesione è necessario un intervento chirurgico per ripararla.
Le lesioni al diaframma sono generalmente accompagnate da altre lesioni e sono indicative della possibilità della presenza di ulteriori lesioni più gravi. L'esito spesso dipende più dalle lesioni associate che dalla lesione diaframmatica stessa. Poiché la pressione è più alta nella cavità addominale rispetto alla cavità toracica, la rottura del diaframma è quasi sempre associata all'ernia degli organi addominali nella cavità toracica, che è chiamata ernia diaframmatica. Questa ernia può interferire con la respirazione.

## Storia

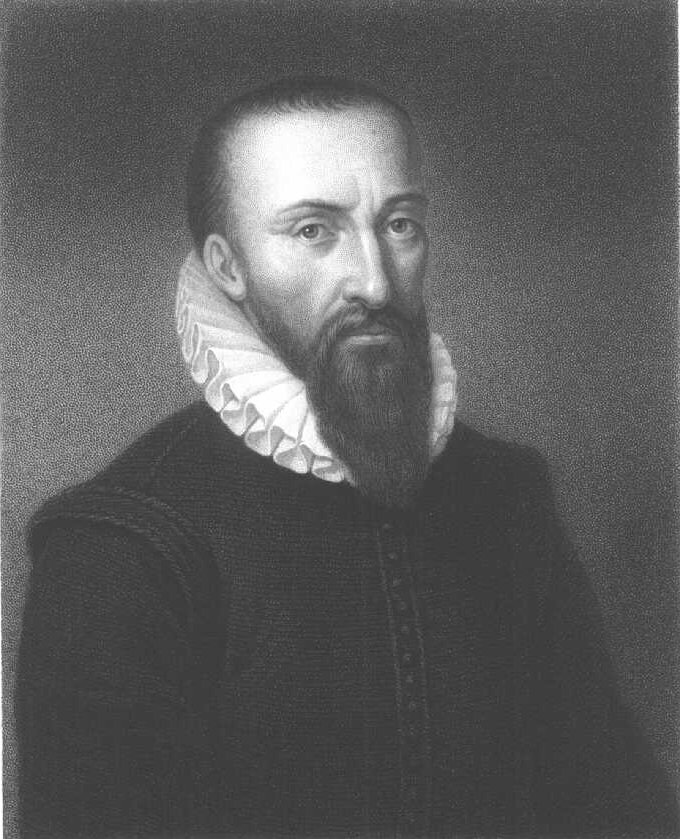
Ambroise Paré

La prima descrizione di una rottura diaframmatica si deve a Ambroise Paré che nel 1579 la osservò in un capitano di artiglieria francese che era stato vittima di colpi d'arma da fuoco; complicanze della condizione condussero il militare alla morte dopo otto mesi dal trauma. Ricorrendo all'esame autoptico, Paré descrisse la medesima condizione anche in pazienti che avevano subito traumi contusivi e penetranti. Segnalazioni di ernia diaframmatica dovuta a lesione risalgono al XVII secolo. Petit fu il primo a determinare la differenza tra ernia diaframmatica acquisita e congenita, con quest'ultima che deriva da una malformazione congenita del diaframma. Nel 1888 Naumann riuscì a portare a termine una riparazione di un'ernia dello stomaco nel torace sinistro causata da un trauma.

## Epidemiologia
Le lesioni diaframmatiche sono presenti nell'1-7% delle persone con un trauma contusivo significativo e mediamente nel 3% delle lesioni addominali. Un indice di massa corporea elevato può essere responsabile di un rischio maggiore di rottura del diaframma nelle persone coinvolte in incidenti stradali. Oltre il 90% delle rotture diaframmatiche sono una conseguenza di traumi da incidenti stradali. Per via della notevole forza necessaria per rompere il diaframma, è raro che il solo diaframma sia coinvolto, specialmente in caso di trauma contusivo; altre lesioni si riscontrano infatti nell'80-100% dei casi. Pertanto, il danneggiamento del diaframma è indice di una probabile lesione anche di ulteriori organi. La mortalità dopo una diagnosi di rottura del diaframma è del 17%, con la maggior parte dei decessi dovuti a complicazioni polmonari. Le lesioni associate più frequenti includono trauma cranico, lesioni all'aorta, fratture del bacino e delle ossa lunghe e lacerazioni del fegato e della milza. Lesioni associate si verificano in oltre tre quarti dei casi.

## Segni e sintomi
I sintomi della rottura del diaframma possono includere dolore, ortopnea, (mancanza di respiro quando si è sdraiati), e tosse. Nelle persone con ernia degli organi addominali possono presentarsi i tipici segni di blocco intestinale o sepsi addominale. Si possono udire suoni intestinali nel torace e può riscontrarsi dolore alla spalla o dolore epigastrico. Quando la lesione non si nota subito, i sintomi principali sono i medesimi che suggeriscono un'ostruzione intestinale.

## Eziologia
La rottura del diaframma può avere diverse eziologie (cause): traumi contusivi, traumi penetranti e iatrogene (ad esempio come conseguenza di una procedura medica, come un intervento chirurgico all'addome o al torace). Sono stati riscontrati anche casi spontanei avvenuti durante la gravidanza o il parto, ma anche casi dove non si è potuto riscontrare alcun motivo distinguibile.
Nell'8% dei casi di trauma toracico contusivo si riscontra anche una lesione al diaframma. I traumi contusivi sono in maggior frequenza dovuti a incidenti stradali o cadute. È stato riportato che un trauma penetrante sia responsabile del 12,3-20% di tutti i casi di lesione diaframmatica ma altri studi tendono a ridimensionare tale percentuale; tali discrepanze potrebbero essere dovute a diversi fattori che comprendono le differenze geografiche, sociali ed economiche nelle aree prese in considerazione.
Pugnalate e ferite da arma da fuoco possono essere causa di lesioni al diaframma. I medici sono addestrati nel sospettare una possibile rottura del diaframma se si è verificato un trauma penetrante nella parte inferiore del torace o nella parte superiore dell'addome. Con un trauma penetrante, il contenuto dell'addome potrebbe non erniare immediatamente nella cavità toracica, ma potrebbe farlo in seguito, causando un ritardo nella manifestazione della condizione. Poiché il diaframma si muove su e giù durante la respirazione, un trauma penetrante avvenuto in diverse parti del torace può coinvolgere il diaframma; ferite penetranti di altezza compresa la terza e la dodicesima costola possono ferire il diaframma. Casi iatrogeni si sono verificati come complicanza di procedure mediche che coinvolgono il torace o l'addome tra cui anche la toracentesi e l'ablazione a radiofrequenza.

## Fisiopatologia
Sebbene il meccanismo fisiopatologico che sottende alla rottura diaframmatica sia sconosciuto, si ritiene che un colpo all'addome possa aumentarne la pressione all'interno tanto da farlo rompere. Un trauma contusivo produce un ampio gradiente di pressione tra la cavità addominale e quella toracica; questo gradiente, oltre a causare la rottura, può anche causare l'erniazione del contenuto addominale nella cavità toracica. Il contenuto addominale nello spazio pleurico interferisce con la funzione cardiaca e polmonare. Un'elevata pressione intratoracica provoca un aumento della pressione atriale destra, interrompendo il riempimento del cuore e il ritorno venoso del sangue. Poiché il ritorno venoso determina la gittata cardiaca, ciò si traduce in una riduzione della gittata cardiaca stessa. Se la ventilazione del polmone risultasse gravemente compromessa si potrebbe instaurare una situazione di ipossiemia (basso livello di ossigeno nel sangue). Di solito, la rottura è sullo stesso lato di un impatto. Un colpo al fianco ha una probabilità tre volte maggiore di causare la rottura del diaframma rispetto a un colpo alla parte anteriore.

## Diagnosi

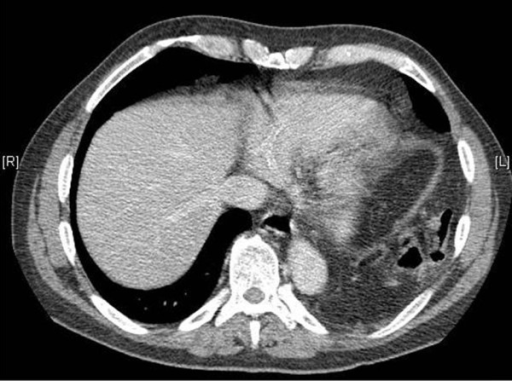
Una scansione assiale realizzata tramite tomografia computerizzata del torace inferiore che mostra un'ernia intestinale dovuta alla rottura del diaframma sinistro

L'esame obiettivo non risulta essere sufficientemente accurato per una corretta diagnosi della condizione poiché solitamente non esiste un segno clinico specifico. Anche il ricorso ad una semplice radiografia del torace risulta essere inaffidabile per diagnosticare la rottura del diaframma in quanto tale metodologia accusa una scarsa sensibilità e specificità.
Spesso accade che un'altra lesione, come una contusione polmonare, possa mascherare la lesione sull'immagine radiografica. In circa la metà dei casi, la radiografia appare normale e nella maggior parte di quelle che non lo sono, è presente un emotorace o uno pneumotorace. La radiografia è comunque in grado di rilevare meglio la lesione se effettuata in postero-anteriore e in posizione eretta, ma ciò solitamente non è possibile poiché la persona spesso non è in grado di reggersi in piedi; quindi di solito viene eseguita in antero-posteriore con il paziente supino. La ventilazione meccanica a pressione positiva aiuta ad evitare che gli organi addominali possano erniare nella cavità toracica, ma questo può anche impedire che la lesione venga rilevata mediante radiografia.
Una scansione mediante tomografia computerizzata (TC) vanta una maggiore precisione per la diagnosi rispetto alla radiografia, ma non esistono segni specifici che la possano confermare anche se ve ne sono alcuni che possono essere indicativi. Sebbene la TC aumenti le possibilità che la rottura del diaframma venga diagnosticata prima dell'intervento chirurgico questa probabilità è ancora limitata al 31-43,5% dei casi. Un altro metodo diagnostico è la laparotomia, ma questa non rileva le rotture del diaframma fino al 15% dei casi. Spesso si scopre una lesione diaframmatica durante una laparotomia eseguita a seguito di un'altra lesione addominale. Poiché le laparotomie sono più comuni in coloro che hanno un trauma penetrante rispetto a quelli che hanno subito una lesione da corpo contundente, la rottura del diaframma si riscontra più spesso in queste persone.

## Trattamento

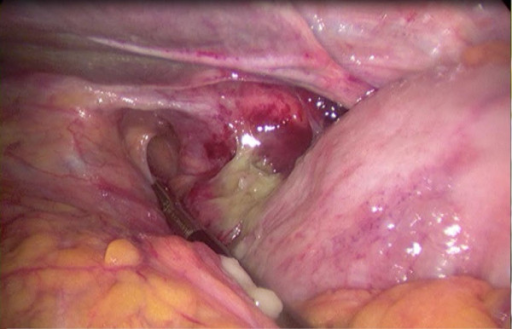
Rottura diaframmatica posteriore sinistra vista durante un intervento chirurgico

Poiché il diaframma è in costante movimento con la respirazione e poiché si trova anche sotto tensione, le lacerazioni non potranno mai guarire da sole e, anzi, tendenzialmente queste aumentano con il tempo se non vengono riparate. Il trattamento è quindi di tipo chirurgico e si pone come obiettivi la riparazione delle lesioni e il riposizionamento degli organi addominali erniati nella loro posizione originale. Ciò viene fatto sbrigliando il tessuto non vitale e chiudendo la rottura. Il più delle volte, la lesione viene riparata durante la laparotomia. Il ricorso ad un intervento chirurgico effettuato precocemente è importante, poiché col passare del tempo possono verificarsi una atrofia diaframmatica e aderenze. La riparazione avviene poi mediate una sutura. Ulteriori lesioni concomitanti, come l'emotorace, possono rappresentare un pericolo più immediato per il paziente e quindi potrebbe risultare necessario trattarle prima. L'intervento potrebbe essere eseguito con la tecnica della videotoracoscopia.

## Prognosi
Nella maggior parte dei casi una rottura del diaframma isolata è associata a una buona prognosi nel caso che venga riparata chirurgicamente. Il tasso di mortalità conseguente alla rottura del diaframma dopo un trauma contusivo o penetrante è stimato rispettivamente del 15–40% e del 10–30%, ma la presenza di eventuali altre lesioni svolge un ruolo importante nel determinare l'esito. L'ernia degli organi addominali è presente nel 3-4% delle persone con trauma addominale che si presentano a un pronto soccorso traumatologico.

## Negli altri animali

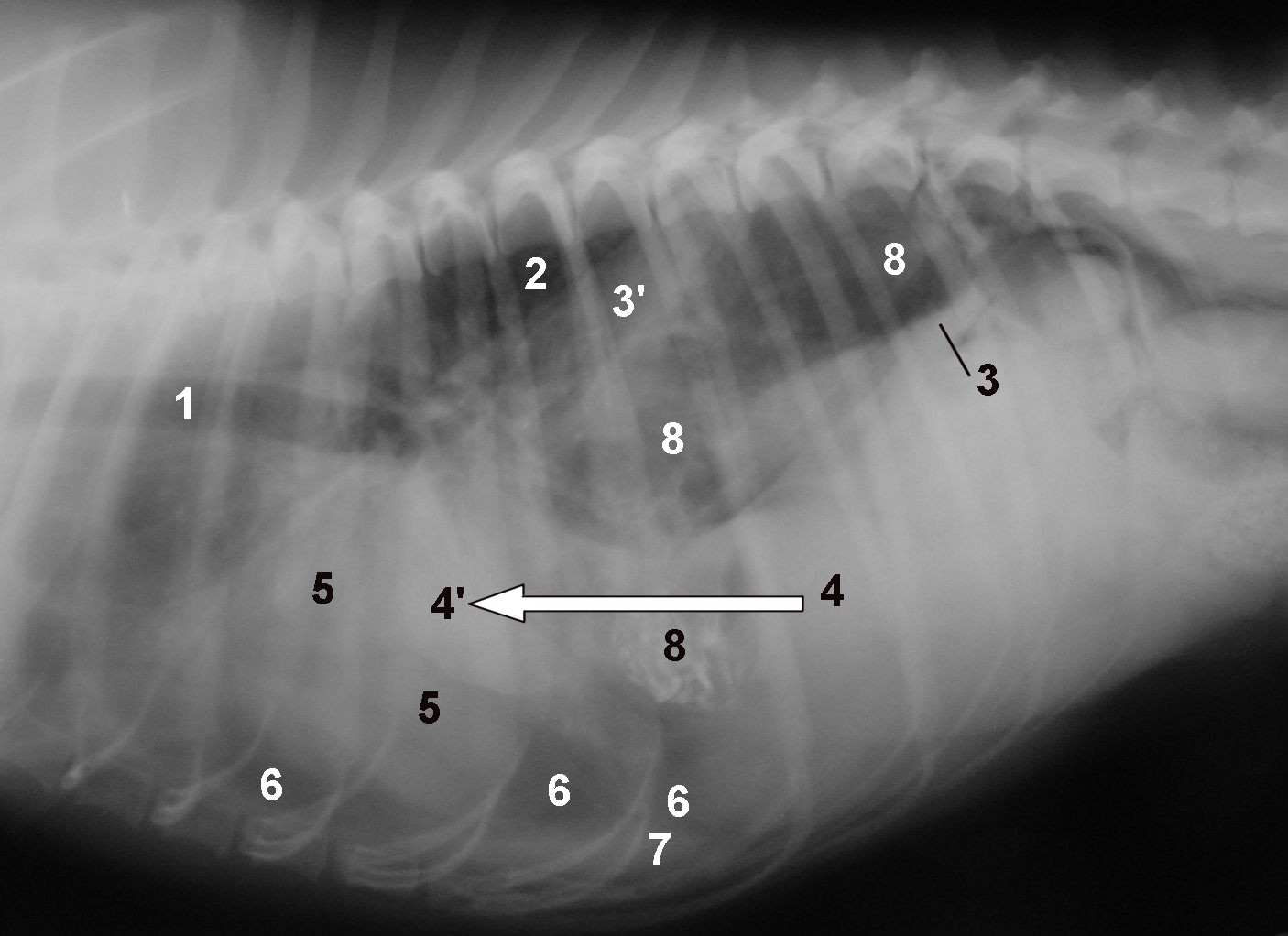
Radiografia di un cane con rottura diaframmatica

La rottura del diaframma è una complicanza comune e ben nota del trauma addominale contusivo in cani e gatti. Gli organi che erniano nella cavità pleurica sono determinati dalla posizione della rottura e potrebbero essere il fegato, l'intestino tenue, lo stomaco, la milza, l'omento e/o l'utero. Le lacerazioni dorsali sono rare e possono causare l'ernia di un rene nel torace. I sintomi includono difficoltà respiratorie, vomito, collasso e assenza di organi palpabili nell'addome. I sintomi possono peggiorare rapidamente ed essere letali, soprattutto in caso di grave emorragia, contusione cardiaca o strozzatura dell'ernia intestinale. È anche possibile che vi siano solo alcuni segni labili e che la condizione venga rilevata solo accidentalmente mesi o anni dopo la lesione durante un'indagine di imaging biomedico.